# Slave Auction
Slave Auction est un tableau réalisé par le peintre américain Jean-Michel Basquiat en 1982. Cette toile exécutée au pastel et à la peinture acrylique, agrémentée de papiers collés, est une scène de genre représentant la vente d'esclaves à l'encan à côté d'un navire négrier. Elle est conservée au musée national d'Art moderne, à Paris.

## Description
C'est une toile composite de 183×305,5 cm de dimensions, constituée par des collages de papiers froissés, de pastels gras et de peintures acryliques sur toile. Sur un fond  sombre constitué d'aplats de noir, de bleu sombre ou de vert, des éléments peints (ou collés) de couleurs plus vives se détachent, attirent le regard et ouvrent des espaces qui constituent autant de tableaux dans le tableau. Dans un de ces éléments de couleurs vives, dans la partie droite, on distingue un étrange personnage à chapeau (avec un costume rappellant certains costumes traditionnels de La Nouvelle-Orléans), levant les bras. Cet épouvantail est le maître de cérémonie qui préside à la vente aux enchères des esclaves,,.

## Histoire de l'œuvre
Elle a été réalisée par Jean-Michel Basquiat au début des années 1980. Jean-Michel Basquiat vient de participer à une exposition au MoMa, avec Keith Haring, Andy Warhol et Robert Mapplethorpe. Sa notoriété grimpe et intéresse de plus en plus les intervenants du marché de l'art new yorkais. Il réalise des toiles, dont celle-ci, dans le sous-sol d'une galerie, l'Annina Nosei Gallery, à New York, lui servant temporairement d'atelier et de bureau, pour y préparer une de ses premières expositions personnelles.